# Renato Copparoni
Renato Copparoni (San Gavino Monreale, 27 ottobre 1952) è un allenatore di calcio ed ex calciatore italiano, di ruolo portiere, tecnico dell'Italpiombo Santa Teresa.

## Carriera

### Giocatore
Prodotto del vivaio del Cagliari, ebbe davanti a sé Enrico Albertosi e Adriano Reginato. Fece il suo esordio in Serie A il 13 maggio 1973 in Cagliari-Torino (1-0). Ritiratosi il secondo e approdato l'azzurro Albertosi al Milan, al termine della stagione 1973-1974 la società sarda scelse William Vecchi.
L'anno dopo, causa un infortunio di Vecchi, cambiarono le gerarchie tra i pali e Copparoni si ritrovò ultimo baluardo della squadra, finendo per rimanere coinvolto in un campionato conclusosi con la retrocessione della squadra sarda in Serie B. Confermato per la stagione successiva, contribuì a portare il Cagliari agli spareggi promozione con Pescara e Atalanta.
Nel 1978-1979 la scelta di tornare nella massima serie per fare il portiere di riserva nel Torino, dedicandosi con più continuità agli studi universitari per conseguire la laurea in scienze politiche. Fece tanti anni di panchina come secondo di Giuliano Terraneo prima e Silvano Martina poi, e in seguito giocò quattro partite in sette campionati. Durante la stagione 1985-1986 un infortunio a Martina gli diede la possibilità di tornare a giocare con più continuità: totalizzò 21 presenze con la soddisfazione personale, il 2 marzo 1986 a Napoli, di essere il primo portiere italiano a parare un calcio di rigore a Diego Armando Maradona.
Ceduto Martina alla Lazio, la società preferì acquistare dall'Inter Fabrizio Lorieri; Copparoni, che gli fece da secondo, esordì da titolare a 35 anni in Coppa UEFA: la squadra raggiunse i quarti di finale, e nella partita di ritorno contro il Tirol Innsbruck subì un gol olimpico da Hansi Müller che spianò la strada agli austriaci, che estromisero il Torino dalla competizione.
L'anno dopo si trasferì al Verona per fare da secondo a Giuliano Giuliani, collezionando una sola presenza in campionato (Sampdoria-Verona 3-1) prima dell'addio all'attività agonistica nel 1988.

### Allenatore
Ritiratosi, nel 1992 entrò nel settore giovanile della Lazio assieme al tecnico Domenico Caso, occupandosi della preparazione dei portieri della Primavera. L'esperienza alla Lazio si concluse dopo 5 anni, nel corso dei quali ci fu la vittoria del campionato Primavera nel 1995.
Nella stagione 1997-98 seguì Caso al Foggia, in Serie B, sempre col ruolo di preparatore dei portieri. La stagione seguente passò, sempre assieme a Caso, al Chievo, in Serie B, dove restò per due campionati, nonostante l'esonero del tecnico. Nel 2004 collaborò nuovamente con Domenico Caso, allora neo tecnico della Lazio, in Serie A.
Nel 2005, dopo l'esonero alla Lazio, divenne il preparatore dei portieri della Nuorese. Col club sardo ottenne la doppia promozione in Serie D e in Serie C2, rispettivamente nelle stagioni 2004-05 e 2005-06. Nella stagione 2007-08 gli fu affidato anche il ruolo di vice allenatore, tuttavia lasciò il club prima dell'inizio del campionato.
Nel dicembre del 2008 divenne l'allenatore della Monreale, squadra di San Gavino Monreale militante in Eccellenza. La stagione si chiuse con la retrocessione in Promozione.
Nel 2009 fu tra i fondatori della Nuova Italpiombo, società calcistica di San Gavino Monreale, di cui diventò l'allenatore. L'anno seguente la società si fuse con il Santa Teresa, diventando l'Italpiombo Santa Teresa. Nella stagione 2010-11 vinse il campionato di Terza Categoria.
Nel 2020 è nello staff tecnico del Castiadas in Eccellenza.

### Dopo il ritiro
Nel 2017 è arrestato e condotto agli arresti domiciliari per corruzione, in relazione al pagamento di una tangente.